# قائمة محافظات اليمن حسب مؤشر التنمية البشرية
قائمة محافظات اليمن حسب مؤشر التنمية البشرية في عام 2023، مع بيانات عام 2021. 
| رتبة                   | المحافظة                                     | مؤشر التنمية البشرية (2021) |
| مؤشر تنمية بشرية منخفض | مؤشر تنمية بشرية منخفض                       | مؤشر تنمية بشرية منخفض      |
| ---------------------- | -------------------------------------------- | --------------------------- |
| 1                      | صنعاء (مع مدينة صنعاء)                       | 0.521                       |
| 2                      | أبين وعدن ولحج والضالع                       | 0.506                       |
| 2                      | الجوف وحضرموت (مع سقطرى) وشبوة ومأرب والمهرة | 0.506                       |
| 4                      | تعز                                          | 0.470                       |
| -                      | اليمن                                        | 0.455                       |
| 5                      | إب                                           | 0.450                       |
| 6                      | البيضاء وذمار وريمة                          | 0.408                       |
| 7                      | الحديدة والمحويت                             | 0.406                       |
| 8                      | حجة وصعدة وعمران                             | 0.395                       |